# Ursus minimus
L'orso d'Alvernia (Ursus minimus) è un mammifero carnivoro estinto, appartenente agli ursidi. Visse nel Pliocene (circa 5 - 2 milioni di anni fa) e i suoi resti fossili sono stati ritrovati in Europa e Asia. È considerata la più antica e primitiva specie del genere Ursus.

## Descrizione

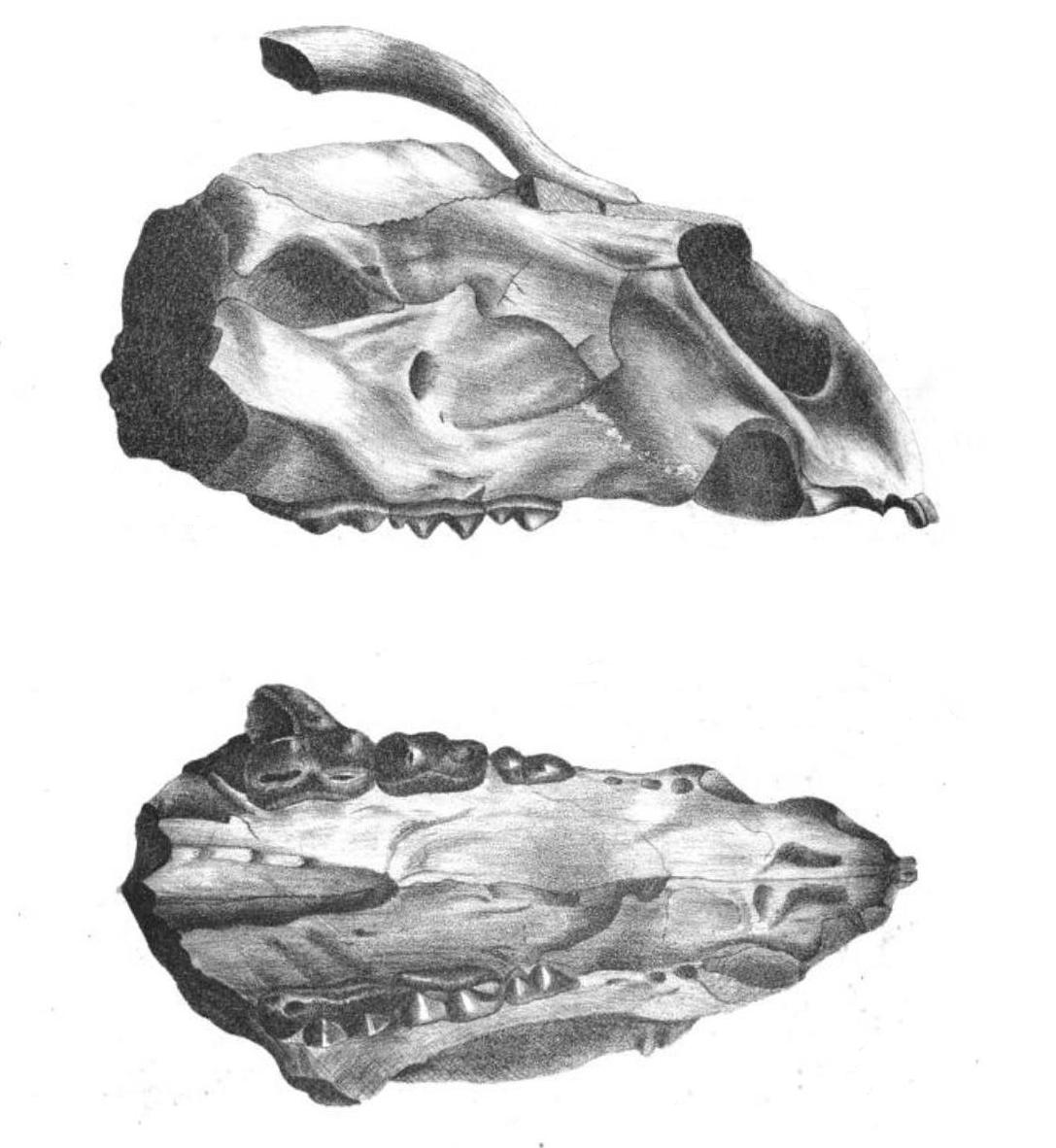
Raffigurazione dell'olotipo di Ursus minimus, tratto dalla pubblicazione di Deveze e Bouillet del 1827

Questo animale doveva assomigliare molto a un orso tibetano attuale, anche se le dimensioni di Ursus minimus dovevano essere minori. Il cranio di quest'ultimo, infatti, era lungo circa 25 centimetri, paragonabile a quello del piccolo orso malese attuale. Rispetto ad altre specie del genere Ursus, questa forma era sprovvista di un metatarso specializzato, e la morfologia mandibolare richiamava ancora quella degli antichi ursidi del Miocene, come Ursavus. Anche la forma del trigonide sui molari e i canini richiamavano quelli di Ursavus, mentre le successive specie del genere Ursus non possedevano queste caratteristiche.
La serie dei premolari era ancora completa, e i denti laterali possedevano superfici occlusali semplici. In generale, la morfologia dello scheletro di Ursus minimus assomigliava molto a quella dell'attuale orso tibetano, tant'è che è difficile distinguere i fossili attribuiti alle due specie. 

## Classificazione
Ursus minimus venne descritto per la prima volta da Deveze e Bouillet nel 1827; altre specie plioceniche di Ursus sono state poi attribuite a U. minimus, tra le quali U. ruscinensis, U. arvernensis e U. boeckhi. Quest'ultima rappresenterebbe gli esemplari più antichi del genere Ursus, del Pliocene inferiore della Transilvania. U. minimus è noto grazie a numerosi resti ritrovati in Italia, Francia, Germania, Slovacchia, Ungheria, Polonia, Ucraina, Russia. Gli esemplari italiani provengono dal sito di Meleto Valdarno, in Toscana. Altri esemplari attribuiti a U. minimus provengono dalla Cina, dove sono stati originariamente descritti come una specie a sé stante (U. yinanensis). Molte di queste specie, tuttavia, sono da alcuni paleontologi attribuite al genere Protarctos.
Ursus minimus è considerato il primo rappresentante del genere Ursus. Probabilmente deriva dal genere del Miocene Ursavus, ma l'origine non è certa. Ursus minimus è molto importante, perché da questo ceppo si originarono tutte le altre specie della sottofamiglia Ursinae, escluso l'orso labiato. Da una parte si sviluppò un ceppo che portò all'origine degli orsi neri (orso tibetano, orso malese, baribal) e dall'altra si originò il ceppo degli orsi bruni (compreso l'orso bianco) e degli orsi delle caverne.

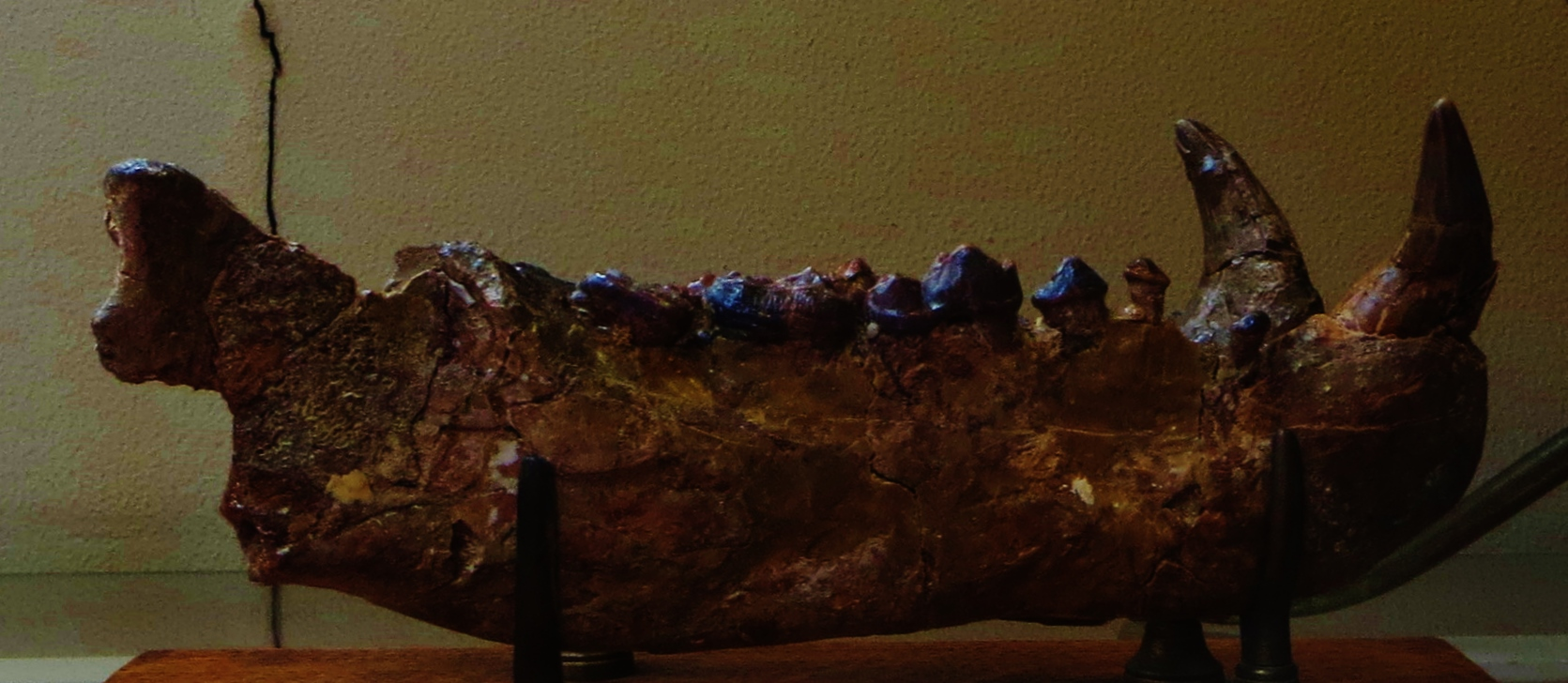
Mandibola di Ursus ruscinensis (= U. minimus), Pliocene di Perpignan.